# Spas Delev
Spas Borislavov Delev (Bulgaars: Спас Бориславов Делев; Kljuch (Oblast Blagoëvgrad), 22 september 1989) is een Bulgaars voetballer die doorgaans speelt als aanvaller. In januari 2025 verruilde hij Loedogorets voor Lokomotiv Sofia. Delev maakte in 2011 zijn debuut in het Bulgaars voetbalelftal.

## Clubcarrière
Delev voetbalde in de jeugd van Pirin Blagoëvgrad en brak in 2008 ook door bij die club. Na één seizoen werd hij verhuurd voor de duur van één jaar aan CSKA Sofia, waar hij later een driejarige verbintenis ondertekende. In 2012 speelde hij kort voor het Turkse Mersin İdman Yurdu, maar al snel keerde hij terug naar CSKA. Na een half jaar verkaste de aanvaller naar Spanje, waar hij voor Las Palmas ging spelen.
In januari 2014 keerde hij terug naar zijn vaderland om voor Lokomotiv Plovdiv te spelen. In 2015 ging hij voor Beroe Stara Zagora spelen wat hij medio 2016 verruilde voor het Poolse Pogoń Szczecin. Hier zette hij zijn handtekening onder een verbintenis voor de duur van drie seizoenen. Medio 2019 ging hij voor Arda Kardzjali spelen. Delev maakte in januari 2022 transfervrij de overstap naar Ludogorets. Drie jaar later nam Lokomotiv Sofia de aanvaller over.

## Interlandcarrière
Zijn debuut in het Bulgaars voetbalelftal maakte Delev op 26 maart 2011, toen er met 0–0 gelijkgespeeld werd tegen Zwitserland. Van bondscoach Lothar Matthäus mocht de aanvaller in de basis beginnen en hij werd negen minuten voor tijd gewisseld voor Stanislav Angelov. Tussen september 2013 en maart 2016 werd Delev niet opgeroepen, maar daarna keerde hij terug in het nationale elftal. Op 25 maart 2017 speelde Bulgarije tegen Nederland. Hij mocht van Petar Hoebtsjev, inmiddels bondscoach, in de basis starten en hij werd een minuut voor tijd gewisseld ten faveure van Nikolaj Bodoerov. In de vijfde en twintigste minuut had hij gescoord, waarmee hij verantwoordelijk was voor beide goals in een 2–0 winst op Nederland.
| Interlands van Spas Delev voor Bulgarije | Interlands van Spas Delev voor Bulgarije | Interlands van Spas Delev voor Bulgarije | Interlands van Spas Delev voor Bulgarije | Interlands van Spas Delev voor Bulgarije | Interlands van Spas Delev voor Bulgarije |
| №                                        | Datum                                    | Wedstrijd                                | Uitslag                                  | Competitie                               | Goals                                    |
| Als speler bij CSKA Sofia                | Als speler bij CSKA Sofia                | Als speler bij CSKA Sofia                | Als speler bij CSKA Sofia                | Als speler bij CSKA Sofia                | Als speler bij CSKA Sofia                |
| ---------------------------------------- | ---------------------------------------- | ---------------------------------------- | ---------------------------------------- | ---------------------------------------- | ---------------------------------------- |
| 1                                        | 26 maart 2011                            | Bulgarije – Zwitserland                  | 0 – 0                                    | EK 2012 kwalificatie                     |                                          |
| 2                                        | 29 maart 2011                            | Cyprus – Bulgarije                       | 0 – 1                                    | Vriendschappelijk                        |                                          |
| 3                                        | 4 juni 2011                              | Montenegro – Bulgarije                   | 1 – 1                                    | EK 2012 kwalificatie                     |                                          |
| 4                                        | 10 augustus 2011                         | Wit-Rusland – Bulgarije                  | 1 – 0                                    | Vriendschappelijk                        |                                          |
| 5                                        | 11 oktober 2011                          | Bulgarije – Wales                        | 0 – 1                                    | EK 2012 kwalificatie                     |                                          |
| 6                                        | 30 mei 2013                              | Japan – Bulgarije                        | 0 – 2                                    | Vriendschappelijk                        |                                          |
| 7                                        | 4 juni 2013                              | Kazachstan – Bulgarije                   | 1 – 2                                    | Vriendschappelijk                        |                                          |
| Als speler bij Las Palmas                |                                          |                                          |                                          |                                          |                                          |
| 8                                        | 6 september 2013                         | Italië – Bulgarije                       | 1 – 0                                    | WK 2014 kwalificatie                     |                                          |
| 9                                        | 10 september 2013                        | Malta – Bulgarije                        | 1 – 2                                    | WK 2014 kwalificatie                     |                                          |
| Als speler bij Beroe Stara Zagora        |                                          |                                          |                                          |                                          |                                          |
| 10                                       | 25 maart 2016                            | Portugal – Bulgarije                     | 0 – 1                                    | Vriendschappelijk                        |                                          |
| 11                                       | 29 maart 2016                            | Macedonië – Bulgarije                    | 0 – 2                                    | Vriendschappelijk                        |                                          |
| 12                                       | 7 juni 2016                              | Bulgarije – Denemarken                   | 0 – 4                                    | Vriendschappelijk                        |                                          |
| Als speler bij Pogoń Szczecin            |                                          |                                          |                                          |                                          |                                          |
| 13                                       | 13 november 2016                         | Bulgarije – Wit-Rusland                  | 1 – 0                                    | WK 2018 kwalificatie                     |                                          |
| 14                                       | 25 maart 2017                            | Bulgarije – Nederland                    | 2 – 0                                    | WK 2018 kwalificatie                     | 5' 20'                                   |
| 15                                       | 9 juni 2017                              | Wit-Rusland – Bulgarije                  | 2 – 1                                    | WK 2018 kwalificatie                     |                                          |
| 16                                       | 7 oktober 2017                           | Bulgarije – Frankrijk                    | 0 – 1                                    | WK 2018 kwalificatie                     |                                          |
| 17                                       | 10 oktober 2017                          | Luxemburg – Bulgarije                    | 1 – 1                                    | WK 2018 kwalificatie                     |                                          |
| 18                                       | 13 november 2017                         | Saoedi-Arabië – Bulgarije                | 0 – 1                                    | Vriendschappelijk                        |                                          |
| 19                                       | 23 maart 2018                            | Bulgarije – Bosnië en Herzegovina        | 0 – 1                                    | Vriendschappelijk                        |                                          |
| 20                                       | 26 maart 2018                            | Bulgarije – Kazachstan                   | 2 – 1                                    | Vriendschappelijk                        |                                          |
| 21                                       | 16 november 2018                         | Cyprus – Bulgarije                       | 1 – 1                                    | Nations League 2018/19                   |                                          |
| 22                                       | 19 november 2018                         | Bulgarije – Slovenië                     | 1 – 1                                    | Nations League 2018/19                   |                                          |
| 23                                       | 22 maart 2019                            | Bulgarije – Montenegro                   | 1 – 1                                    | EK 2020 kwalificatie                     |                                          |
| 24                                       | 25 maart 2019                            | Kosovo – Bulgarije                       | 1 – 1                                    | EK 2020 kwalificatie                     |                                          |
| Als speler bij Arda Kardzjali            |                                          |                                          |                                          |                                          |                                          |
| 25                                       | 26 februari 2020                         | Bulgarije – Wit-Rusland                  | 0 – 1                                    | Vriendschappelijk                        |                                          |
| 26                                       | 3 september 2020                         | Bulgarije – Ierland                      | 1 – 1                                    | Nations League 2020/21                   |                                          |
| 27                                       | 6 september 2020                         | Wales – Bulgarije                        | 1 – 0                                    | Nations League 2020/21                   |                                          |
| 28                                       | 15 november 2020                         | Bulgarije – Finland                      | 1 – 2                                    | Nations League 2020/21                   |                                          |
| 29                                       | 18 november 2020                         | Ierland – Bulgarije                      | 0 – 0                                    | Nations League 2020/21                   |                                          |
| 30                                       | 25 maart 2021                            | Bulgarije – Zwitserland                  | 1 – 3                                    | WK 2022 kwalificatie                     |                                          |
| 31                                       | 28 maart 2021                            | Bulgarije – Italië                       | 0 – 2                                    | WK 2022 kwalificatie                     |                                          |
| 32                                       | 2 september 2021                         | Italië – Bulgarije                       | 1 – 1                                    | WK 2022 kwalificatie                     |                                          |
| 33                                       | 5 september 2021                         | Bulgarije – Litouwen                     | 1 – 0                                    | WK 2022 kwalificatie                     |                                          |
| 34                                       | 8 september 2021                         | Bulgarije – Georgië                      | 4 – 1                                    | Vriendschappelijk                        | 44'                                      |
| 35                                       | 9 oktober 2021                           | Litouwen – Bulgarije                     | 3 – 1                                    | WK 2022 kwalificatie                     |                                          |
| Als speler bij Loedogorets               |                                          |                                          |                                          |                                          |                                          |
| 36                                       | 26 maart 2022                            | Qatar – Bulgarije                        | 2 – 1                                    | Vriendschappelijk                        |                                          |
| 37                                       | 16 november 2022                         | Cyprus – Bulgarije                       | 0 – 2                                    | Vriendschappelijk                        | 71'                                      |
| 38                                       | 20 november 2022                         | Luxemburg – Bulgarije                    | 0 – 0                                    | Vriendschappelijk                        |                                          |
| 39                                       | 24 maart 2023                            | Bulgarije – Montenegro                   | 0 – 1                                    | EK 2024 kwalificatie                     |                                          |
| 40                                       | 27 maart 2023                            | Hongarije – Bulgarije                    | 3 – 0                                    | EK 2024 kwalificatie                     |                                          |
| 41                                       | 17 juni 2023                             | Litouwen – Bulgarije                     | 1 – 1                                    | EK 2024 kwalificatie                     |                                          |
| 42                                       | 20 juni 2023                             | Bulgarije – Servië                       | 1 – 1                                    | EK 2024 kwalificatie                     |                                          |
| 43                                       | 7 september 2023                         | Bulgarije – Iran                         | 0 – 1                                    | Vriendschappelijk                        |                                          |
| 44                                       | 10 september 2023                        | Montenegro – Bulgarije                   | 2 – 1                                    | EK 2024 kwalificatie                     |                                          |
| 45                                       | 14 oktober 2023                          | Bulgarije – Litouwen                     | 0 – 2                                    | EK 2024 kwalificatie                     |                                          |
| 46                                       | 17 oktober 2023                          | Albanië – Bulgarije                      | 2 – 0                                    | Vriendschappelijk                        |                                          |
| 47                                       | 16 november 2023                         | Bulgarije – Hongarije                    | 2 – 2                                    | EK 2024 kwalificatie                     |                                          |

Bijgewerkt op 15 januari 2025.

## Erelijst
| Competitie  |            |                  |            |            |
| Competitie  | Aantal     | Jaren            |            |            |
| CSKA Sofia  | CSKA Sofia | CSKA Sofia       | CSKA Sofia | CSKA Sofia |
| ----------- | ---------- | ---------------- | ---------- | ---------- |
| Beker       | 1          | 2010/11          |            |            |
| Supercup    | 1          | 2011             |            |            |
| Loedogorets |            |                  |            |            |
| Parva Liga  | 1          | 2021/22, 2022/23 |            |            |
| Beker       | 1          | 2022/23          |            |            |